# Idaea floridaria
Idaea floridaria là một loài bướm đêm trong họ Geometridae.